# 구로야마촌
구로야마촌(일본어: 黒山村)은 일본 오사카부 미나미카와치군에 설치되었던 촌이다. 현재의 사카이시 미하라구의 일부에 해당한다.

## 역사
- 1889년 4월 1일 - 정촌제 시행에 의해 단난군 구로야마촌이 성립하였다.
- 1896년 4월 1일 - 군 통합에 의해 미나미카와치군이 성립하였다.
- 1956년 9월 30일 - 단난촌, 히라오촌과 합병해 미하라정이 성립하여, 동일 구로야마촌은 폐지되었다.